# Gedenksteen voor J.F. Waakhuyzen
De gedenksteen voor J.F. Waakhuyzen is een gedenkmonument in Paramaribo, Suriname.
Juriaan Frederik Waakhuyzen, ook geschreven als Waakhuijsen en Waakhuijzen (1850/51-1891), was de eerste voorzitter van Court Charity in Paramaribo. In 1886 richtte hij met J.M.A. Abendanon en S.J. Thomoshuysen deze afdeling op als Court Charity No. 7416 om steun te geven bij armoede, ziekte en overlijden. Court No. 1 werd in 1834 in Engeland opgericht en kende begin 21e eeuw wereldwijd 9600 courts met twee miljoen leden. Suriname telde in 2006 zeventien courts. De interesse liep in Suriname terug en door vergrijzing daalde het aantal leden. De werkzaamheden wijzigden zich in de loop van de tijd naar het geven van  lezingen en immateriële hulp.
De gedenkplaat ligt bovenop een opgemetseld monument dat bekleed is met groene tegels. Het werd op 28 november 1985 onthuld op de hoek van de Jagernath Lachmonstraat en de Waakhuyzenstraat. Deze laatste straat kreeg op dezelfde dag deze naam en heette ervoor de Verlengde Brokopondolaan. Op honderd meter afstand bevinden zich het Forester Gemeenschapscentrum en de bijbehorende begraafplaats René's Hof. Court Charity No. 7416 is verderop nabij het centrum aan de Burenstraat te vinden.